# Katar na Letnich Igrzyskach Olimpijskich Młodzieży 2010
Katar na Letnich Igrzyskach Olimpijskich Młodzieży w Singapurze w 2010 reprezentować będzie 6 sportowców w 5 dyscyplinach.

## Skład kadry

### Gimnastyka
- Ahmad Al Dayani
- Shadin Wahdan

### Jeździectwo
- Abdulrahman Saaq Al Merri

### Lekkoatletyka
- Hamza Darwish

### Pływanie
- Abdulrahman Ahmad Al Awlan

### Strzelectwo
- Bahiya Al Hamad